# Col du Rosier
Le col du Rosier est un col de l'Ardenne situé en Belgique au sud de Spa (province de Liège). Il est emprunté par  la course cycliste Liège-Bastogne-Liège.

## Géographie
Contrairement à la plupart des autres montées de la région, il s'agit d'un col et non d'une côte. Le col se situe sur une crête (la Vecquée). Le sommet de la route qui la franchit s'élève à une altitude de 564 mètres, environ un kilomètre à l'est du col proprement dit.
Ce col peut être atteint par trois routes : 
- depuis le sud-ouest et le village de La Gleize (vallée de l'Amblève) en passant par les hameaux de Borgoumont et Cour ;
- depuis le sud-est et le hameau de Ruy (vallée de Roannay) en traversant les hameaux d'Andrimont et du Rosier (il s'agit de la route empruntée lors de Liège-Bastogne-Liège) ;
- depuis le nord et la ville de Spa (vallée du Wayai) en passant par le hameau de Bérinzenne.

## Profil
Depuis Ruy, montée empruntée lors de Liège-Bastogne-Liège :

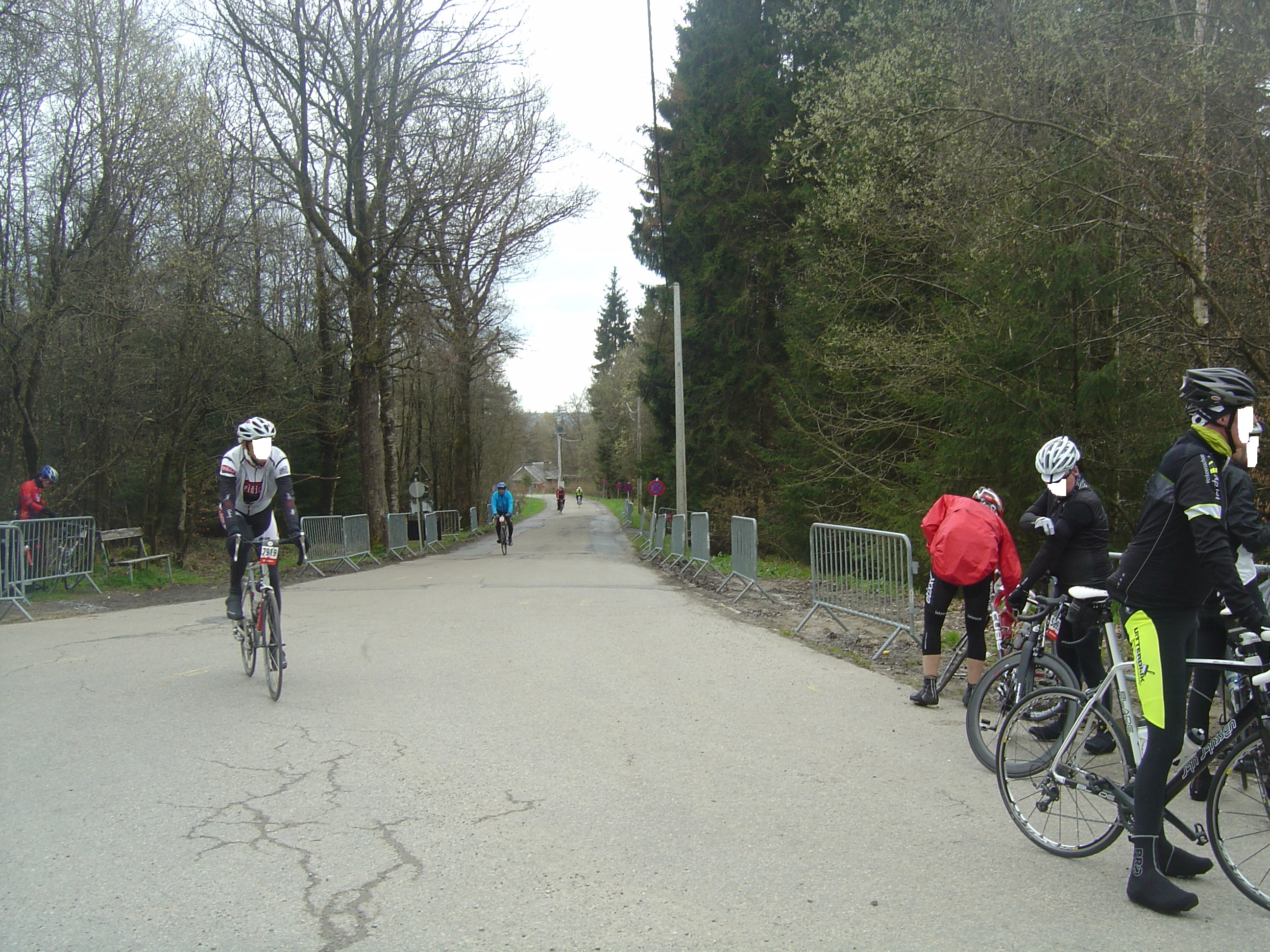
Col du Rosier sur Liège-Bastogne-Liège 2016.

- longueur : 4,4 km ;
- pente moyenne : 5,9 % ;
- pente maximale : 9 % ;
- altitude au pied : 308 m ;
- altitude au sommet : 564 m ;
- dénivelé positif : 256 m.

## Hameau
Dans les derniers hectomètres précédant le col du Rosier en venant d'Andrimont et de la vallée du Roannay, une dizaine d'habitations disséminées dans la forêt forment le hameau d'altitude du Rosier. Elles sont situées à une altitude variant de 515 à 560 m. Ce hameau ardennais de la commune de Stoumont se trouve à proximité de la voie antique de la Vecquée, du hameau spadois de Bérinzenne et de la Fagne de Malchamps.